# Wooler
Wooler est une petite ville anglaise située dans le comté du Northumberland. En 2011, sa population était de 1 983 habitants.

## Source de la traduction
- (en) Cet article est partiellement ou en totalité issu de l’article de Wikipédia en anglais intitulé « Wooler » (voir la liste des auteurs).